# Unione Sportiva Biellese 1922-1923
Questa voce raccoglie le informazioni riguardanti l'Unione Sportiva Biellese nelle competizioni ufficiali della stagione 1922-1923.

## Rosa
| N. |                   | Ruolo | Calciatore     |
| -- | ----------------- | ----- | -------------- |
|    | Italia (bandiera) | P     | Della Valle    |
|    | Italia (bandiera) | D     | Luigi Roasio I |
|    | Italia (bandiera) | D     | Finotto I      |
|    | Italia (bandiera) | D     | Blotto II      |
|    | Italia (bandiera) | C     | Lora           |
|    | Italia (bandiera) | C     | Scaramuzzi     |
|    | Italia (bandiera) | C     | Greppi         |
|    | Italia (bandiera) | C     | Viglieno       |

| N. |                   | Ruolo | Calciatore             |
| -- | ----------------- | ----- | ---------------------- |
|    | Italia (bandiera) | A     | Corrado Guglielminotti |
|    | Italia (bandiera) | A     | Alessandro Roasio I    |
|    | Italia (bandiera) | A     | Severino Tibi          |
|    | Italia (bandiera) | A     | Motta                  |
|    | Italia (bandiera) | A     | Fassina                |
|    | Italia (bandiera) | A     | Marino                 |
|    | Italia (bandiera) | A     | Gronda                 |

## Risultati

### Seconda Divisione

#### Girone B

##### Girone di andata
| Biella 12 novembre 1922 1ª giornata | Biellese | 2 – 0 referto | Varese | Campo Sportivo Rivetti |

| Vercelli 19 novembre 1922 2ª giornata | Vercellesi Erranti | 0 – 1 referto | Biellese |  |

| Valenza 10 dicembre 1922 3ª giornata | Valenzana | 3 – 1 referto | Biellese |  |

| Biella 17 dicembre 1922 4ª giornata | Biellese | 1 – 0 referto | Saronno | Campo Sportivo Rivetti |

| Biella 7 gennaio 1923 5ª giornata | Biellese | 6 – 1 referto | Sestese | Campo Sportivo Rivetti |

| Busto Arsizio 14 gennaio 1923 6ª giornata | Pro Patria | 3 – 1 referto | Biellese |  |

| Biella 21 gennaio 1923 7ª giornata | Biellese | 4 – 1 referto | Luino | Campo Sportivo Rivetti |

##### Girone di ritorno
| Varese 4 febbraio 1923 8ª giornata | Varesina | 0 – 1 | Biellese |  |

| Biella 11 febbraio 1923 9ª giornata | Biellese | 3 – 0 referto | Vercellesi Erranti | Campo Sportivo Rivetti |

| Biella 18 febbraio 1923 10ª giornata | Biellese | 2 – 1 referto | Valenzana | Campo Sportivo Rivetti |

| Saronno 8 aprile 1923 11ª giornata | Saronno | 1 – 1 referto | Biellese |  |

| Sesto Calende 18 marzo 1923 12ª giornata | Sestese | 0 – 0 referto | Biellese |  |

| Biella 25 marzo 1923 13ª giornata | Biellese | 1 – 0 referto | Pro Patria | Campo Sportivo Rivetti |

| Luino 1 aprile 1923 14ª giornata | Luino | 1 – 2 referto | Biellese |  |

#### Semifinale A

##### Girone di andata
| 6 maggio 1923 1ª giornata |  | – Turno di riposo |  |  |

| Biella 13 maggio 1923 2ª giornata | Biellese | 2 – 2 referto | Sestrese | Campo Sportivo Rivetti |

| Biella 10 giugno 1923 3ª giornata | Biellese | 4 – 2 referto | Viareggio | Campo Sportivo Rivetti |

##### Girone di ritorno
| 27 maggio 1923 4ª giornata |  | – Turno di riposo |  |  |

| Sestri Ponente 3 giugno 1923 5ª giornata | Sestrese | 0 – 0 | Biellese |  |

| Viareggio 24 giugno 1923 6ª giornata | Viareggio | 0 – 2 A tav. referto | Biellese |  |

#### Finale
| Biella 8 luglio 1923 Andata | Biellese | 1 – 0 referto | Carpi | Campo Sportivo Rivetti |

| Carpi 15 luglio 1923 Ritorno | Carpi | 1 – 1 | Biellese |  |